# Racing Club de Cannes
Cet article concerne le club de volley-ball féminin. Pour le club omnisports, voir Racing Club de Cannes (omnisports).
Maillots
Actualités
Le Racing Club de Cannes est un club français de volley-ball féminin basé à Cannes dans les Alpes-Maritimes, héritier du club omnisports du même nom fondé en 1922 et dont il fut une des sections à partir de 1942 puis d'en devenir le seul représentant phare avant la disparition progressive des autres sports.
Sous la présidence d'Anny Courtade de 1992 à 2016 et entraîné par Yan Fang, le club se dote d'un palmarès à ce jour inégalé sur la scène nationale tous sports confondus, avec 2 ligues des champions remportées en 2002 et 2003, 20 titres de champion de France (dont 18 gagnés consécutivement) et 19 coupes de France. Depuis cette période faste, l'équipe ajoute trois lignes supplémentaires à son palmarès dont une supercoupe de France en 2019, dernier trophée remporté à ce jour.
Le club est présidé par Amaury Delbart et entraîné par Riccardo Marchesi (it) depuis 2023. Il réside au Palais des Victoires, enceinte d'une capacité de 4000 places.
L'équipe évolue au premier niveau national, en Ligue AF depuis la saison 1988-1989.

## Histoire
Le club omnisports du Racing Club de Cannes est créé en 1922 et fut dirigé à ses débuts par Pierre Jouan et les frères François. C'est 20 ans plus tard, en 1942 que la section Volley-ball voit le jour sous les couleurs jaune et bleu et devient en cette même année championne de France de la Zone non-occupé (ZNO), en battant en finale l’AS Cannes. La section deviendra, avec la disparition progressive des autres sports, le seul représentant phare du club.
En 1967, la refonte du championnat de France féminin permet au Racing Club de Cannes de retrouver sa place parmi l’élite avant de remporter le championnat l'année suivante. A la fin de la saison 1971-1972, Charles Rochon quitte le club après douze année de présidence et est remplacé par le Dr Grégoire Noat, secondé par Janine Folcheris. La place de dauphin obtenue lors du Championnat de France 1972 permet au RC Cannes de disputer en 1973 sa 1re coupe d’Europe avec la Coupe des vainqueurs de coupe. Son premier match fut contre l’équipe tchécoslovaque du Slavia univerzita Bratislava.
De 1978 à 1986, Jean-Louis Fendelert assure la présidence du club.
En 1988, Patrick Lefèvre devient le nouveau président du RC Cannes. Un an plus tard, le club accède à la division Nationale 1A et dispute la Coupe d’Europe des vainqueurs de coupe où il rencontre le prestigieux club d’URSS Alma-Alta.
L'année 1992 marque l'arrivée à la présidence du club d'Anny Courtade, qui se donne les moyens de réussir au plus haut niveau en recrutant, un an plus tard Yan Fang surnommé le sorcier chinois. Des joueuses de grands talents rejoignent dès lors le club comme Victoria Ravva, arrivée en 1995 à l'âge de 19 ans seulement, et qui deviendra au fil des saisons une des meilleures joueuses européennes et l’emblème du volley-ball cannois.
Lors de la saison 1997-1998, les joueuses du RC Cannes disputent la première finale de Coupe d'Europe de leur histoire en Coupe des vainqueurs de coupe, où elles sont battues par le CSKA Moscou.
Lors de l'exercice 2001-2002, l'équipe remporte la ligue des champions pour la première fois de son histoire en disposant en finale du club italien de Foppapedretti Bergame (3-1 ; 25-19, 25-19, 20-25, 25-18). L'année suivante, elle réalise l'exploit de gagner une deuxième C1 consécutive après avoir battu en finale le club russe de l'Ouralotchka Iekaterinbourg (3-1 ; 17-25, 26-24, 29-27, 25-22).
En 2005, l'équipe change de lieu de résidence en quittant le Palais des sports André Henry pour le Palais des Victoires. Un an plus tard, le complexe organise son premier Final Four européen. Lors de cette édition de la Ligue des champions 2005-2006, l'équipe termine finaliste de la compétition, battue en finale par le club italien du Pallavolo Sirio Pérouse (1-3 ; 21-25, 21-25, 25-22, 20-25). A l'issue de la saison, le club remporte à nouveau le doublé Championnat-Coupe de France.
En 2010, le club accueille pour la deuxième fois la Finale à quatre de la Ligue des champions et se classe à la 3e place du tournoi. L'équipe gagne une nouvelle fois le doublé Championnat-Coupe de France en fin de saison.
Lors de l'exercice 2011-2012, les cannoises terminent finaliste de la Ligue des champions, battues en finale par le club turc de Fenerbahçe (0-3 ; 14–25, 22–25, 20–25).
A la fin de la saison 2014-2015, l'emblématique capitaine Victoria Ravva prend sa retraite sportive après 20 saisons passées et 39 titres remportés avec le club.
Le 7 mai 2016, l'équipe perd sa première finale de play-offs contre Saint-Raphael, mettant fin au règne sans discontinuité du club cannois en championnat depuis 1998. Le 30 mai suivant, Yan Fang, l’entraineur historique du club au palmarès unique, passe la main à Laurent Tillie, également sélectionneur de l’équipe de France masculine. Le 4 juillet 2016, l'italien Agostino Pesce succède à Anny Courtade à la présidence du club après 26 années de succès et qui reste membre du comité directeur en tant que Présidente d’Honneur.
Le 10 mars 2018, le club remporte le 20e titre en Coupe de France de son histoire après sa victoire en finale face au Béziers Volley sur le score de 3 sets à 1 (16-25, 25-20, 25-20, 27-25).
En mai 2019, l'équipe remporte son 21e titre de championne de France après sa victoire en finale des play-offs face au Volley-Ball Nantes. Au début de la saison 2019-2020, le club gagne sa première supercoupe de France, représentant le dernier trophée remporté à ce jour. En avril 2020, l'italien Filippo Schiavo devient le nouvel entraîneur du club, succédant de ce fait à Riccardo Marchesi (it). Le 2 avril 2022, les cannoises s'inclinent nettement en finale de la Coupe de France, par 3 set à 1 face au Volero Le Cannet,. Au cours de la saison 2022-2023, le club fête le centenaire de son existence. Le 1er avril 2023, l'équipe s'incline pour la seconde fois de rang en finale de la Coupe de France, cette fois lors du tie-break face au Béziers Volley (2-3 ; 22-25, 25-21, 17-25, 25-15, 10-15), rencontre se disputant à la halle Georges-Carpentier à Paris.
A la tête du club depuis huit années, le président Agostino Pesce quitte ses fonctions le 20 février 2024. Il est remplacé par Amaury Delbart.

## Galerie

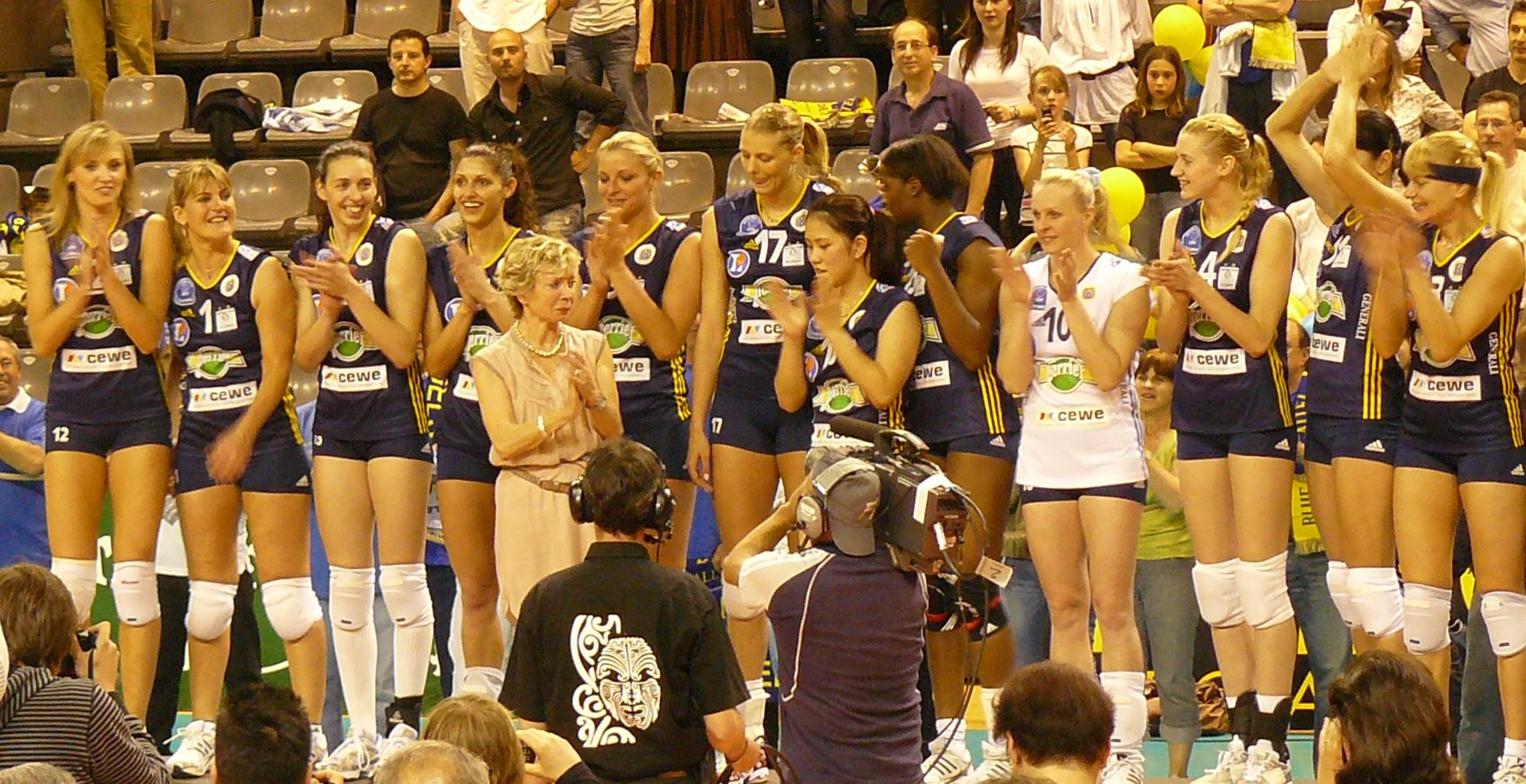
L'équipe championne de France 2009 autour de la présidente Anny Courtade.
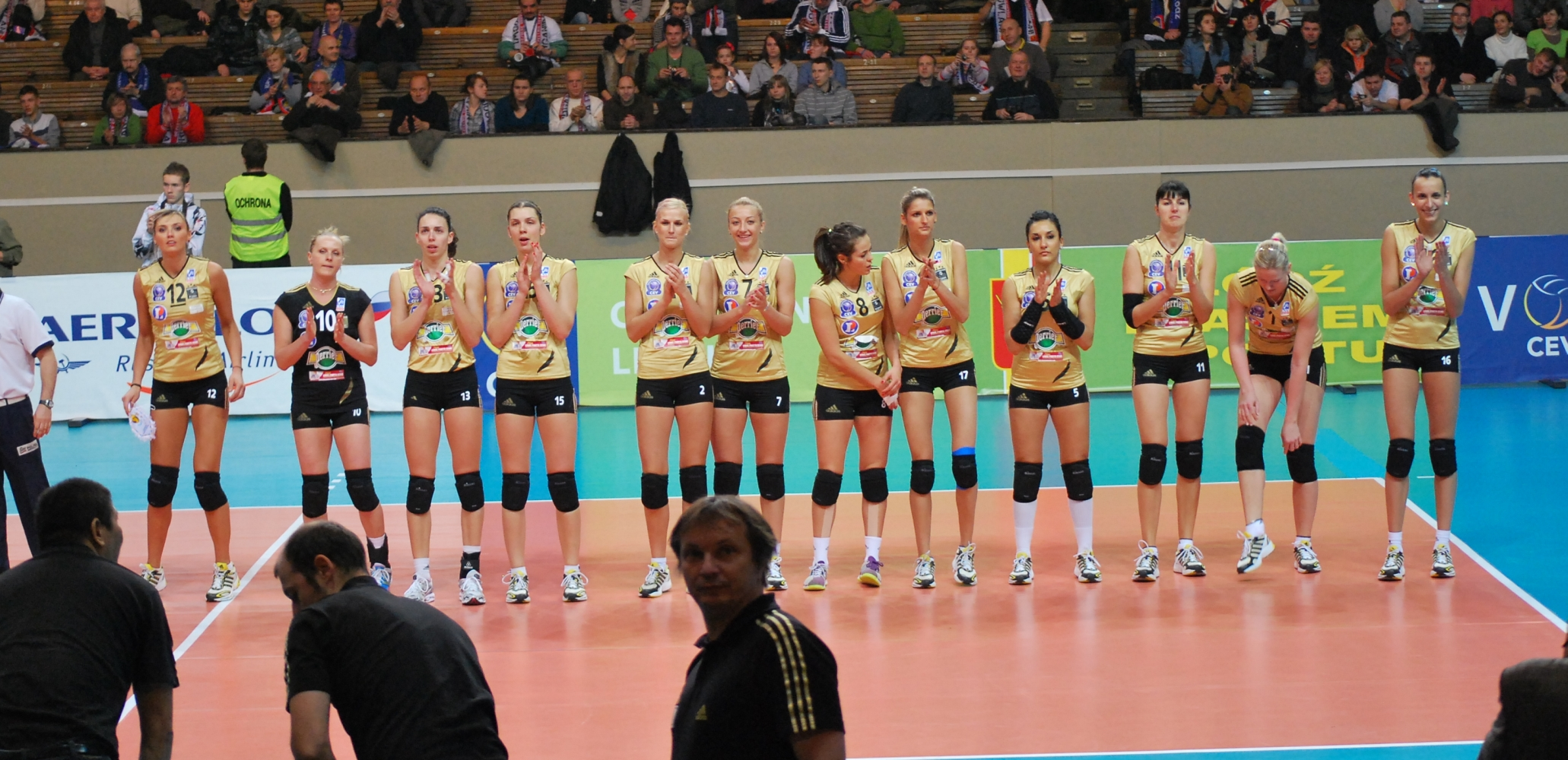
En Ligue des champions, sur le parquet du club polonais de Budowlani Łódź lors de la saison 2010-2011.
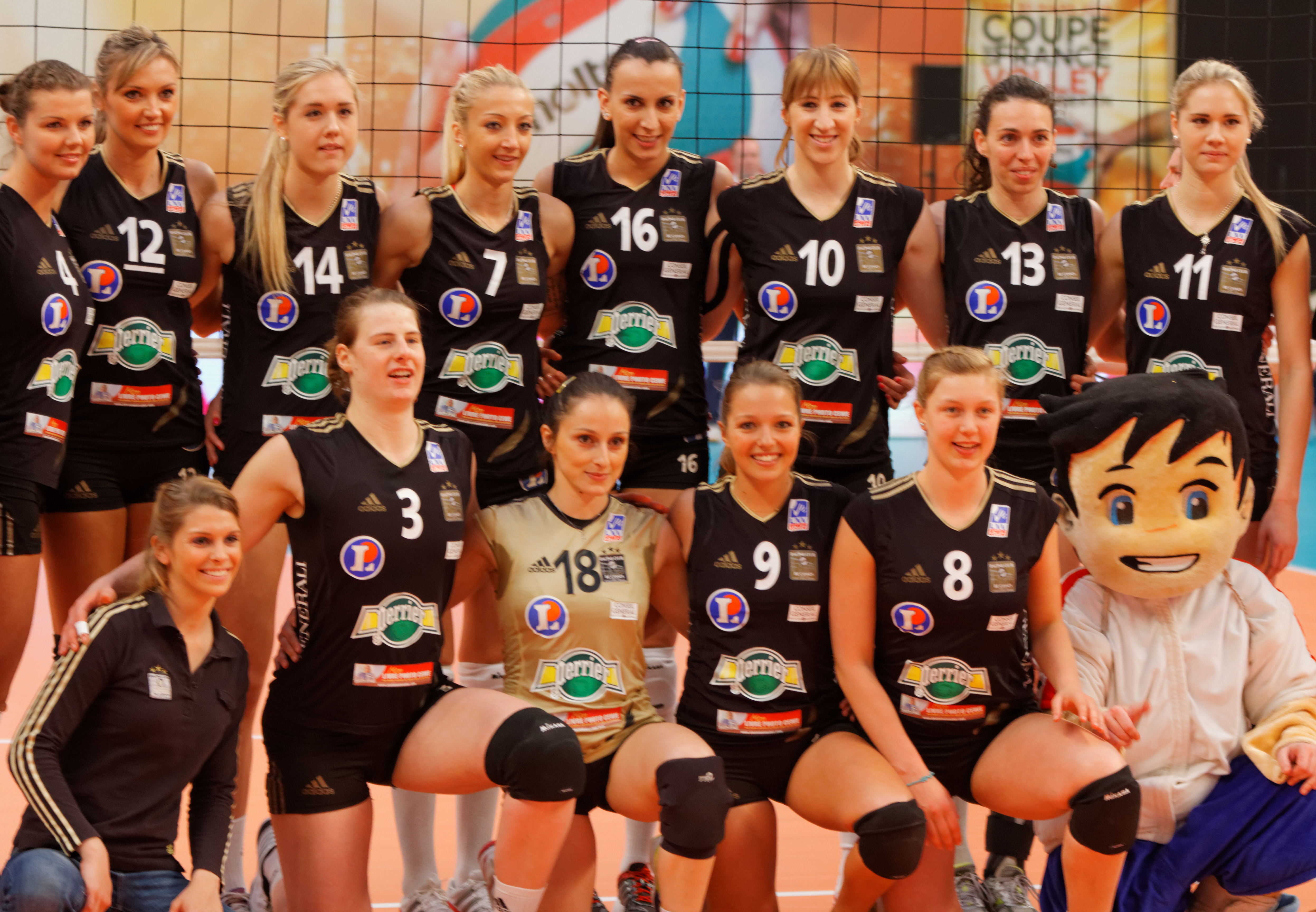
L'équipe vainqueur de la Coupe de France 2013 face au SES Calais.
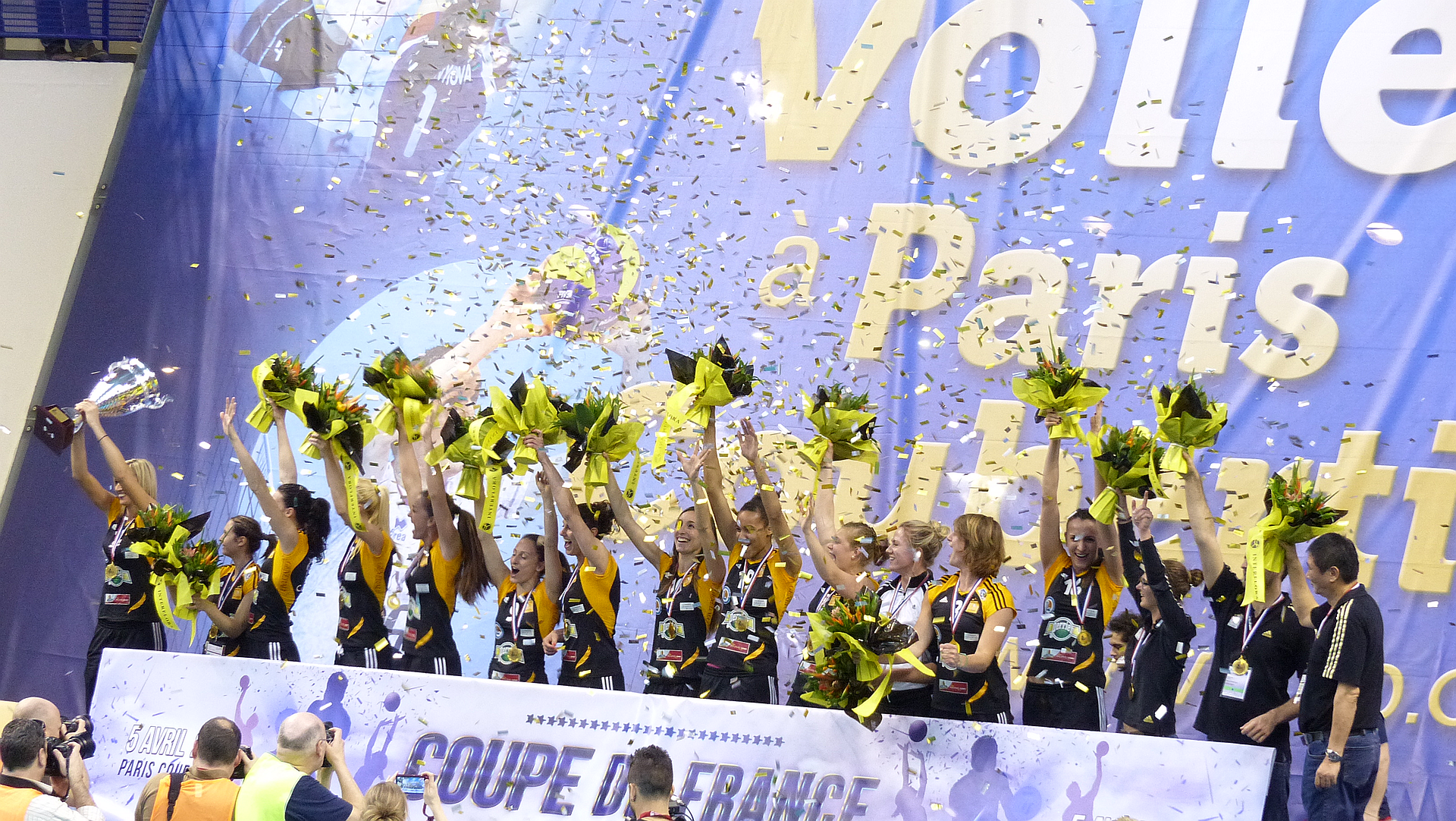
Victoire en finale de la Coupe de France 2014 face au VB Nantes.
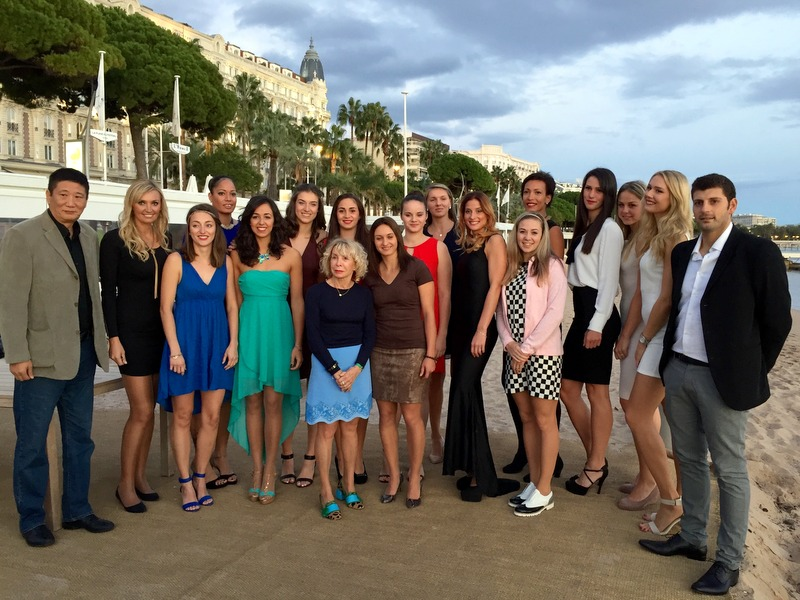
Le RC Cannes en octobre 2015.
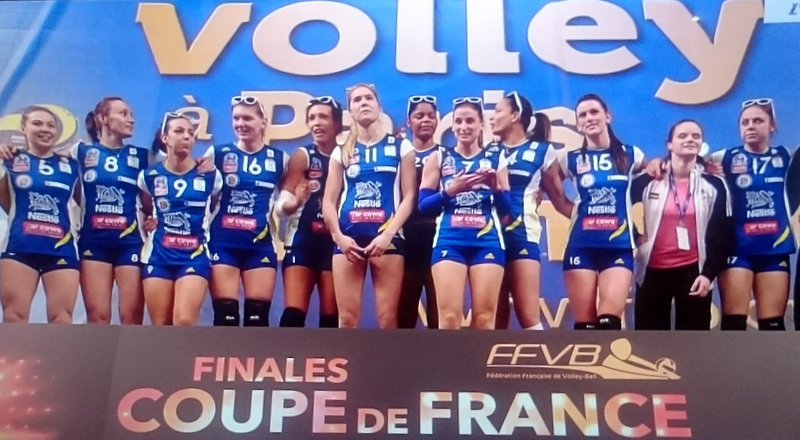
Les cannoises, vainqueures de la Coupe de France 2016 face au Volley-Ball Nantes.
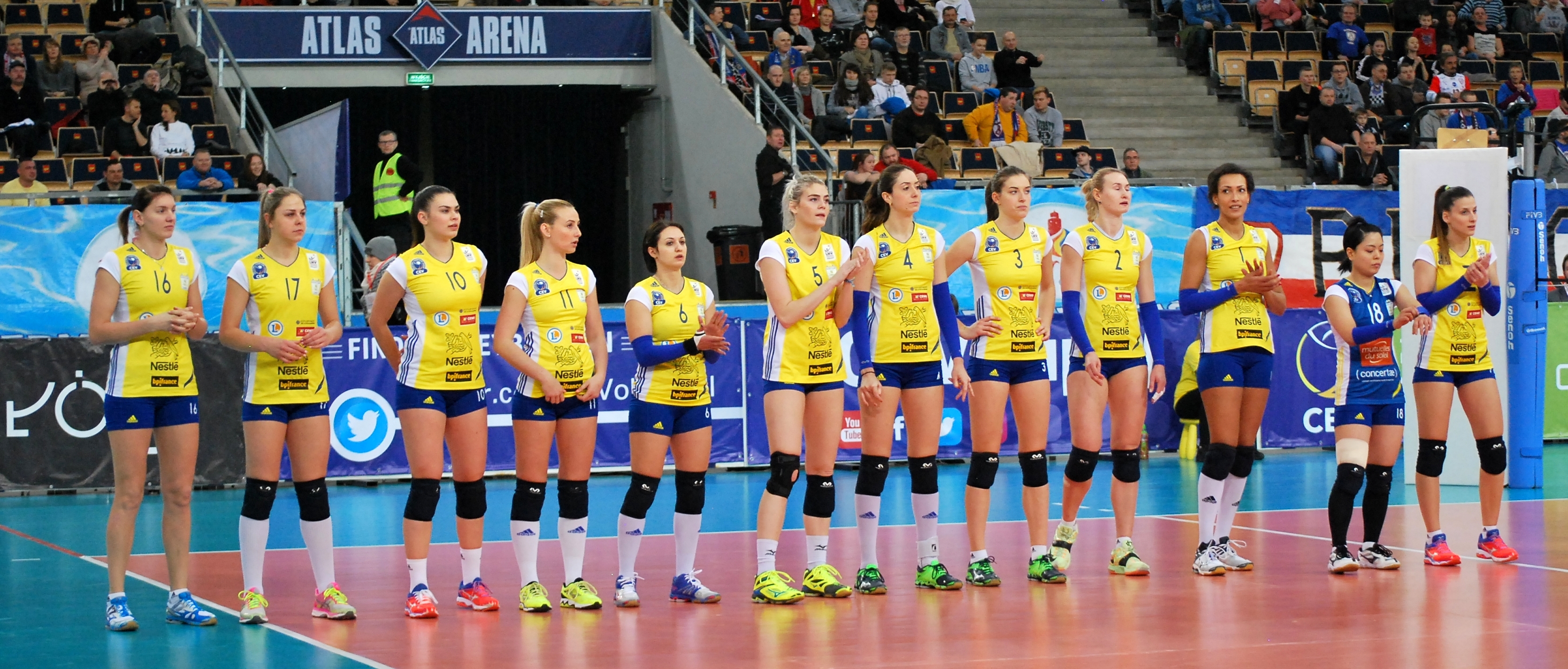
L'équipe du Racing Club de Cannes lors de la saison 2016-2017.

## Résultats sportifs

### Palmarès
| Compétitions nationales | Compétitions internationales |
| - Championnat de France (21) : - Vainqueur en 1995, 1996, 1998, 1999, 2000, 2001, 2002, 2003, 2004, 2005, 2006, 2007, 2008, 2009, 2010, 2011, 2012, 2013, 2014, 2015, 2019. - Finaliste en 1967, 1968, 1972, 1989, 1994, 1997, 2016, 2018. - Coupe de France (20) : - Vainqueur en 1996, 1997, 1998, 1999, 2000, 2001, 2003, 2004, 2005, 2006, 2007, 2008, 2009, 2010, 2011, 2012, 2013, 2014, 2016, 2018. - Finaliste en 1988, 1994, 1995, 2002, 2015, 2022, 2023. - Supercoupe de France (1) : - Vainqueur en 2019. - Finaliste en 2015, 2016. - Championnat de France de Nationale 1 (1) : - Vainqueur en 1988. | - Ligue des champions (2) : - Vainqueur en 2002, 2003. - Finaliste en 2006, 2012. - 3e en 1997, 1999, 2004, 2010 - 4e en 1996, 2005 - Coupe des vainqueurs de coupe : - Finaliste en 1998. - Coupe de la WEVZA : - Finaliste en 2022 (it). - Top Volley International (en) (7) : - Vainqueur en 1990, 1993, 1995, 1999, 2002, 2005, 2012. - Finaliste en 1989, 1996, 1998, 2001, 2009, 2011. |

## Effectifs

### Saison 2024-2025
| No                                           | Nom                                          | Date de naissance                            | Taille                         | Poids                          | Poste                          |
| -------------------------------------------- | -------------------------------------------- | -------------------------------------------- | ------------------------------ | ------------------------------ | ------------------------------ |
| 2                                            | Marina Pezelj                                | 20 mars 2006                                 | 185                            | N/C                            | Réceptionneuse-attaquante      |
| 4                                            | Lana Thévenet                                | 5 septembre 2004                             | 171                            | 63                             | Libero                         |
| 5                                            | Lauren Matthews                              | 2 janvier 2000                               | 183                            | N/C                            | Attaquante                     |
| 6                                            | Anna Griggs                                  | 16 mai 2001                                  | 188                            | N/C                            | Centrale                       |
| 10                                           | Alisée Camberabero                           | 23 février 1996                              | 170                            | 63                             | Libero                         |
| 11                                           | Camille Massuel                              | 29 février 2000                              | 184                            | 68                             | Centrale                       |
| 14                                           | Hanna Hellvig (sv)                           | 3 février 2000                               | 189                            | 69                             | Réceptionneuse-attaquante      |
| 15                                           | Amalie Jørgensen (de)                        | 4 juillet 2000                               | 186                            | N/C                            | Centrale                       |
| 16                                           | Juliette Fidon-Lebleu                        | 28 octobre 1996                              | 185                            | 86                             | Réceptionneuse-attaquante      |
| 17                                           | Eleonora Muscetti                            | 26 juin 2002                                 | 180                            | 64                             | Passeuse                       |
| 18                                           | Oksana Yakushina (ru)                        | 24 janvier 2001                              | 192                            | 74                             | Réceptionneuse-attaquante      |
| 20                                           | Courtney Herbin-Baker                        | 14 juillet 1997                              | 180                            | 68                             | Passeuse                       |
|                                              |                                              |                                              |                                |                                |                                |
| Encadrement technique                        | Encadrement technique                        |                                              | Légende                        | Légende                        | Légende                        |
| Entraîneur : Riccardo Marchesi (it)          | Entraîneur : Riccardo Marchesi (it)          | Entraîneur : Riccardo Marchesi (it)          | : Capitaine                    | : Capitaine                    | : Capitaine                    |
| Entraîneur(s) adjoint(s) : Daniele Panigalli | Entraîneur(s) adjoint(s) : Daniele Panigalli | Entraîneur(s) adjoint(s) : Daniele Panigalli | : Joueuse blessée actuellement | : Joueuse blessée actuellement | : Joueuse blessée actuellement |

## Personnalités historiques du club

### Présidents

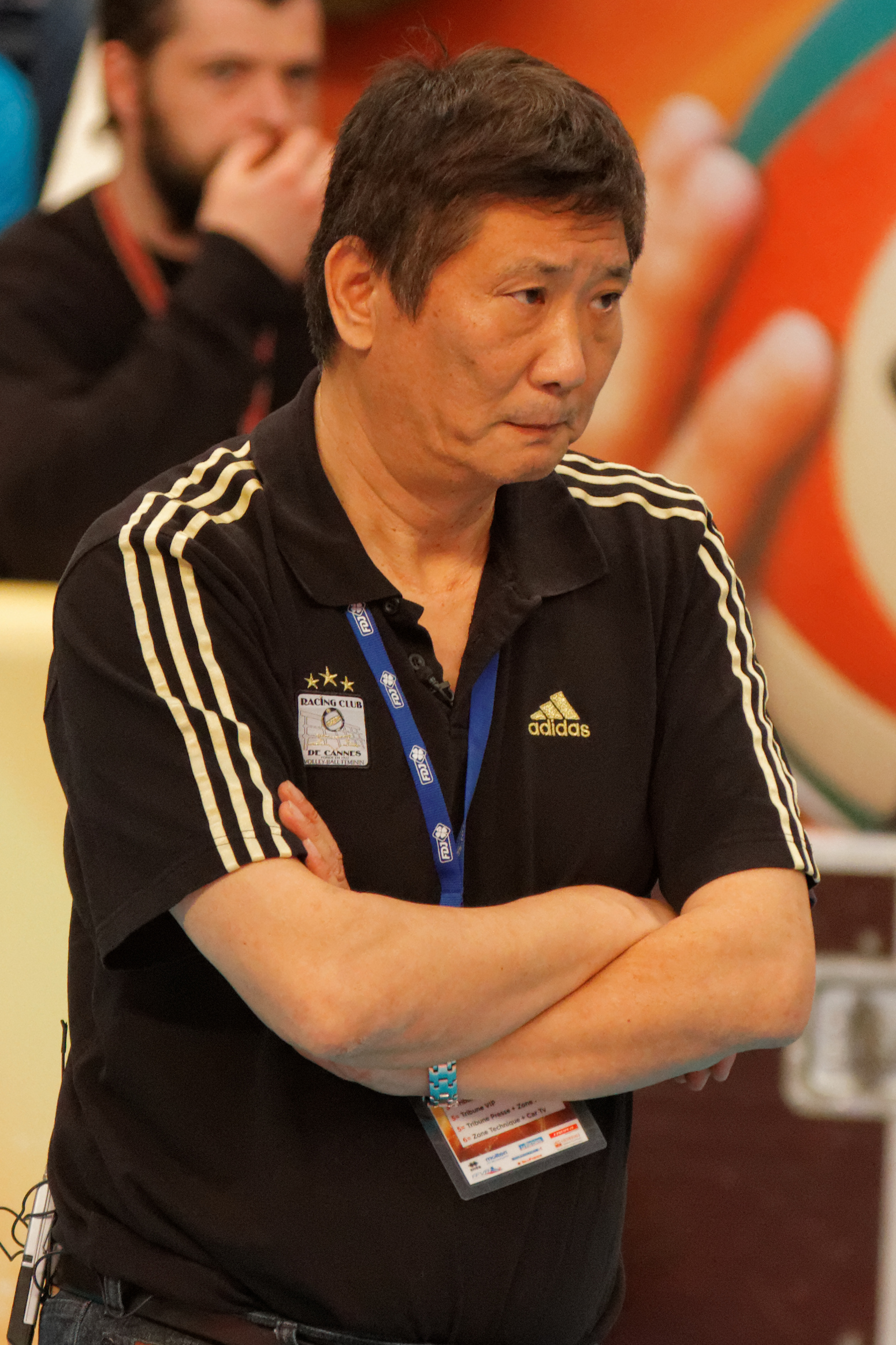
Yan Fang, ici en 2013 en sport, est l'entraîneur du club de 1993 en sport à 2016 en sport.

- Pierre Jouan et les frères François (club omnisports) (1922–)
- Charles Rochon (1957–1972)
- Grégoire Noat (1972–)
- Jean-Louis Fendelert (1978–1986)
- Patrick Lefèvre (1988–)
- Anny Courtade (1992–2016)
- Agostino Pesce (2016–fév.2024)
- Amaury Delbart (fév.2024–)

### Entraîneurs
- Yan Fang (1993–2016)
- Laurent Tillie (2016–2017)
- Riccardo Marchesi (it) (2017–2020)
- Filippo Schiavo (2020–2023)
- Riccardo Marchesi (it) (2023–)

### Joueuses notables
- Freya Aelbrecht
- Marina Akoulova
- Samara Almeida
- Ana Antonijević (2009-2014)
- Chiara Arcangeli
- Christina Bauer (2017-2019)
- Tatjana Bokan
- Bernarda Brčić
- Erna Brinkman (en)
- Kateřina Bucková
- Sanja Bursać 
(2014-2017)
- Rosir Calderón
- Letizia Camera
- Paola Cardullo
- Héléna Cazaute (2017–2019)
- Nadia Centoni 
(2007-2014, 2017-2018)
- Paola Croce
- Lauranne Dautais
- Gergana Dimitrova (en)
- Nedime Elif Yarar
- Armelle Faesch (1999-2002)
- Mariya Filipova
- Valentina Fiorin
- Gisele Florentino (en)
- Alexandra Fomina
- Małgorzata Glinka
- Maret Grothues
- Adela Helić
- Zhou Hong (en)
- Myriam Kloster (2015-2020)
- Nadiia Kodola
- Olessia Koulakova
- Tetyana Kozlova
- Riikka Lehtonen
- Jelena Lozancic
- Kinga Maculewicz
- Maryna Marchenko
- Tatsiana Markevitch
- / Brankica Mihajlović
- Marcelle Moraes
- Andrea Negru-Sieglová
- Jelena Nikolić
- Nneka Onyejekwe
- Déborah Ortschitt (2013-2017)
- Hanka Pachale
- Cristina Pirv
- / Irina Polechtchouk
- Estelle Quérard
- Milena Rašić
- / Victoria Ravva (1995-2015)
- Simona Rinieri
- Karine Salinas 
(1990-1999, 2001-2006, 2008-2010)
- Rachel Sánchez
- Yūko Sano
- Yelena Shabovta (az)
- Noemi Signorile (2018-2020)
- Strashimira Simeonova
- Monika Smák
- Anja Spasojević
- Corina Ssuschke
- Gudula Staub (de)
- Ana Tiemi
- Olga Točko
- Mira Todorova
- Logan Tom 
(2014-2015)
- Ilka Van de Vyver
- Mareen von Römer
- Eva Yaneva
- Zhang Yuehong
- Kotoki Zayasu

## Identité du club

### Historique du logo

Logo depuis ?.
Logo du centenaire (saison 2022-2023).